# Dufourea afasciata
Dufourea afasciata là một loài Hymenoptera trong họ Halictidae. Loài này được Bohart mô tả khoa học năm 1948.